# Агар (остров)
Агар (англ. Agar's Island) — один из коралловых островов в Бермудах, находящийся на расстоянии 2 километров от столицы Бермуд города Гамильтон.
Остров принадлежит писателю Джеймсу Мартину, автору книги The Wired Society: A Challenge for Tomorrow (1977), за которую он был номинирован на Пулитцеровскую премию.